# Sashi Mahendra Singh
Sashi Mahendra Singh est un entraîneur fidjien de football, né en 1920 à Ba et mort en 1990 dans la même ville.

## Biographie
Il dirige la sélection des Fidji durant trois périodes. Il remporte la médaille d'argent aux Jeux du Pacifique Sud en 1963.
De 1955 à 1969, il est le vice-président de la fédération des Fidji de football. De 1968 à 1988, il est le trésorier de l'OFC. 
Grand dirigeant du sport fidjien, il est à l'origine de la création du championnat fidjien et de ses divisions. 
Il s'est aussi impliqué dans les autres sports sur la province de Ba (rugby, athlétisme, tennis, cricket, hockey).
Son fils, Billy Singh, a aussi été sélectionneur des Fidji.